# Президентські вибори в Росії 2024
Згідно з виборчим законодавством РФ, президентські вибори в Росії відбулися в неділю, 17 березня 2024 року. Рада федерації приймає рішення про призначення виборів не раніше, ніж за 100 днів і не пізніше, ніж за 90 днів до дня голосування. 
Якщо в першому турі жоден з кандидатів не набере більшість голосів, то повторне голосування по двох кандидатах з максимальною кількістю голосів відбудеться через 21 день.
Окрім Росії, вибори у порушення міжнародного права проходять на тимчасово окупованій території України. 25 квітня 2024, Європарламент ухвалив резолюцію, у якій закликає не визнавати вибори президента Путіна В. в Росії та на тимчасово окупованих територіях України.
За оцінками міжнародних спостерігачів, президентські вибори у Росії не будуть вільними та чесними. За останні роки чинний президент Володимир Путін розгорнув систему політичних репресій, завдяки якій до виборів не були допущені представники справжньої опозиції поточному президенту; лідер опозиції Олексій Навальний помер у в'язниці за підозрілих обставин за місяць до виборів.

## Передумови виборчої кампанії

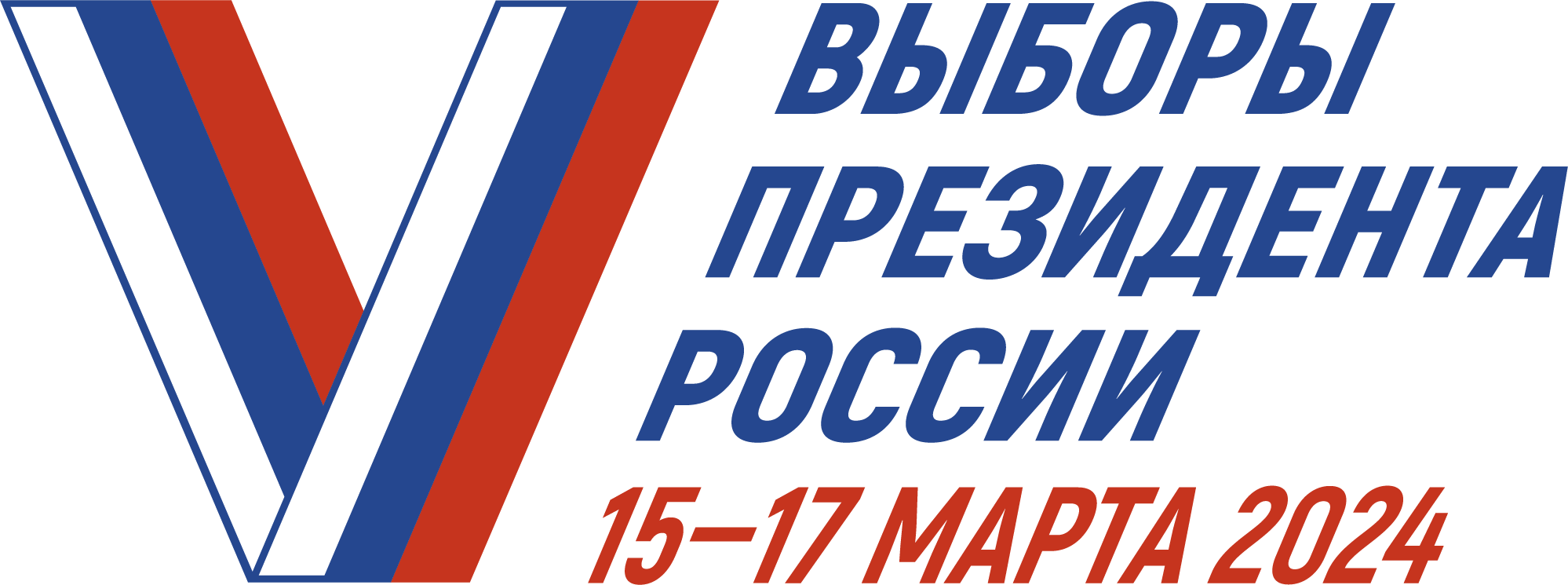
Логотип виборів

Згідно з пунктом 3 статті 81 Конституції РФ, до внесення правок до Конституції 2020 року одна і та ж особа не могла обіймати посаду президента РФ понад два терміни поспіль. Конституційна реформа встановлювала обмеження загалом у два терміни. Однак обнулення президентських термінів Путіна дозволило йому висуватися на пост глави держави ще двічі, зокрема, на виборах 2024 і 2030 року.
Згідно з новою редакцією Конституції, кандидати в Президенти повинні:
- Мати вік щонайменше 35 років (вимога не змінилася);
- Проживати в Росії щонайменше 25 років (раніше було 10 років);
- Не мати іноземного громадянства чи посвідки на проживання в інших країнах ні на момент виборів, ні раніше (нова вимога).

## Можливі кандидати

### Зареєстровані остаточні кандидати
- Владислав Даванков (народився 25 лютого 1984 року) — Депутат Державної Думи (2021 — н. ч.). Зареєстрований 5 січня 2024 року.
- Леонід Слуцький (народився 4 січня 1968 року) — Депутат Державної думи (1999 — н. ч.) та Голова ЛДПР (2022 — н. ч.). Зареєстрований 5 січня 2024 року.
- Микола Харитонов (народився 30 жовтня 1948 року) — Депутат Державної Думи (1994 — н. ч.). Зареєстрований 9 січня 2024 року.
- Володимир Володимирович Путін (народився 7 жовтня 1952 року) — чинний Президент Російської Федерації[10] (2000 — н. ч.). Зареєстрований 29 січня 2024 року.

### Оголосили про наміри висунутися
- Катерина Дунцова — російська політична й громадська діячка, журналістка та юристка, ексдепутатка Ржевської міської думи Тверської області[11].
- Борис Надєждін — російський політик, викладач[12].
- Анатолій Рабінович — політик, громадський діяч[13].
- Рада Руських — б'юті-блогерша[14].
- Ігор Гіркін (Стрєлков) — військовий, державний і політичний діяч, колишній міністр оборони т. з. ДНР, один з лідерів «клубу розсерджених патріотів»[15].

### Зацікавлені особи
- Павло Грудінін — комуніст, директор радгоспу ім. Леніна, кандидат у президенти на виборах 2018 року[16].
- Максим Орєшкін — Міністерство економічного розвитку РФ[17][18].
- Сергій Полонський — після недопуску на Вибори-2018 заявив про готовність висунути свою кандидатуру 2024 року[19].
- Максим Сурайкин — віцеспікер Законодавчих зборів Ульяновської області, керівник комуністів Росії, кандидат в президенти на виборах 2018 року[20].
- Борис Якеменко — громадський діяч, засновник руху «Наші»[21].

### Потенційні
- Дмитро Медведєв, колишній Голова Уряду РФ і третій президент Росії[22][23].
- Сергій Шойгу, Міністр оборони Росії[24].
- Сергій Собянін, мер Москви[25][26][23].
- Олексій Дюмін, губернатор Тульської області[27][28][29][30][31].
- Андрій Турчак, Заступник голови Ради Федерації РФ, сенатор від Псковської області[24].
- В'ячеслав Володін, Голова Державної думи РФ[30].
- Наталія Поклонська, українська колаборантка, Депутатка думи РФ, колишній «прокурор» окупаційної влади в тимчасово окупованому РФ Криму.

## Опитування

### Опитування 2019—2021
|                | Опрос        | Володимир Путін | Володимир Жириновський | Олексій Навальний | Геннадій Зюганов | Михайло Мішустін | Павло Грудінін | Сергій Фургал | Сергій Шойгу | Микола Платошкін | Дмитро Медведєв | Ксенія Собчак | інший кандидат | Важко сказати / проти всіх |
| -------------- | ------------ | --------------- | ---------------------- | ----------------- | ---------------- | ---------------- | -------------- | ------------- | ------------ | ---------------- | --------------- | ------------- | -------------- | -------------------------- |
| 15 січня 2020  | Левада-Центр | 53              | 6                      | 2                 | 3                | —                | 4              | —             | 1            | —                | 1               | —             | 3              | 27                         |
| 11 квітня 2019 | Левада-Центр | 55              | 6                      | 1                 | 2                | —                | 5              | —             | 1            | —                | —               | <1            | 4              | 25                         |